# Metrorragia
Per metrorragia si intende un sanguinamento uterino atipico abbondante e protratto che avviene durante l'intervallo tra due mestruazioni consecutive. Si differenzia dallo spotting, definito come sanguinamento uterino atipico irregolare e in quantità modeste che avviene durante l'intervallo tra due mestruazioni.

## Eziologia
Molte malattie, organiche e/o funzionali, possono causare spotting o metrorragia vera e propria; pertanto l'entità del sanguinamento, la durata e la frequenza di ripresentazione, sono funzione della patologia di base associata. Lo spotting può presentarsi in donne in assenza di patologie organiche manifeste, durante la terapia con estro-progestinici o, in particolare se presente dopo i rapporti, a causa di un ectropion cervicale. Tuttavia, spotting ricorrenti e protratti, devono essere comunque indagati approfonditamente per la possibile correlazione con endometriosi, adenomiosi, PCOS, disordini ormonali, iperplasia endometriale persistente, endometriti, polipi endometriali o cervicali, carcinoma endometriale, carcinoma cervicale, carcinoma vaginale, leiomiomi, carcinoma ovarico, infezioni sessualmente trasmesse, malattie pelviche infiammatorie ed emofilia congenita od acquisita, disordini che comunque possono manifestarsi con sanguinamenti prolungati ed abbondanti (metrorragia in senso stretto) o meno-metrorragia. In presenza di metrorragia acuta deve essere sempre indagata la possibilità di una gravidanza extrauterina, di un aborto spontaneo o semplicemente di una gravidanza (sanguinamento da impianto). Altre cause di metrorragia sono i traumi e l'abuso sessuale.